# Las Rosas, Tuzantán
Las Rosas är en ort i Mexiko.   Den ligger i kommunen Tuzantán och delstaten Chiapas, i den sydöstra delen av landet, 900 km sydost om huvudstaden Mexico City. Las Rosas ligger 58 meter över havet och antalet invånare är 155.
Terrängen runt Las Rosas är kuperad åt nordost, men åt sydväst är den platt. Runt Las Rosas är det ganska tätbefolkat, med 207 invånare per kvadratkilometer. Närmaste större samhälle är Huixtla, 7,2 km nordväst om Las Rosas. I omgivningarna runt Las Rosas växer i huvudsak städsegrön lövskog.